# Нафтова промисловість Удмуртії

Нафтові зони Удмуртії

На́фтова промисло́вість Удму́ртії — галузь промисловості Республіки Удмуртія, що знаходиться в складі Російської Федерації. Займається видобутком та транспортуванням нафти.
Нафтопошукові роботи в Удмуртії були розпочаті одразу після Другої світової війни в 1945 році і продовжуються по цей день. Видобуток нафти розпочався в 1967 році. Нафтові прояви різноманітної інтенсивності зустрічаються майже по всіх стратиграфічних підрозділах палеозойського осадового чохла. На сьогодні вже виявлено 86 родовищ нафти в Удмуртії, більша частина запасів яких вже перейшла в стадію розробки. Промислові поклади нафти виявлені в основному в девонських та кам'яновугільних відкладах та відносяться до плікативних, антиклінальних, брахіантиклінальних складок, рифогенних масивів. Виявлені родовища нафти багатопластові та поширені практично по всій території Удмуртії, за виключенням північного заходу (Юкаменський, Ярський, Селтинський, Сюмсинський, Вавозький райони) та Алнаського району. Найбільша концентрація родовищ виявлена в північних та південно-східних бортових зонах Камсько-Кінельської системи прогинів. Тут же були відкриті і найбільші родовищі нафти в республіці: Чутирсько-Кіонгопске (Ігринський, Шарканський та Якшур-Бодьїнський райони), Мишкінське (Воткінський, Шарканський райони), В'ятське, Єльниковське (Сарапульський район), Гремихінське (Воткінський, Зав'яловський райони), з яких видобувається нафта промислових категорій від 46 до 148 мільйонів тон за рік. Перспективними родовищами є Бигінске (Шарканський район) та Михайловське (Ігринський район).
Видобутком нафти в республіці займається ВАТ «Удмуртнафта», на балансі якого 28 нафтових родовищ, з яких 21 — в промисловій розробці. Більш як 60% удмуртської нафти відноситься до категорії важковидобувних. Вона відрізняється неоднорідністю нафтонасичених пластів, глибиною їхнього залягання, фізико-хімічними властивостями. Вміст сірки в такій нафти становить від 1,5 до 3,9%, парафіну 2,8-6,6%, товщина пластів від 1,2 до 17 м. Тим не менш видобувається до 40% добутої нафти.
Станом на 1997 рік загальна кількість добутої нафти в Удмуртії склала 221,4 млн тон, добуті запаси промислових категорій (А+В+С) склали 369,1 млн тон, добуті перспективні та прогнозовані запаси категорій С2+С3+Д — 280 млн тон. В цілому удмуртська нафта важка, смолиста, з абсолютною глибиною залягання від 680 до 2000 м. Густина коливається від 0,870 до 0,910 г/см³, колір від чорного смолистого у вендських та нижньокам'яновугільних відкладах до темно-коричневого та коричневого у девонських та середньокам'яновугільних відкладах.